# Crocus paulineae
Crocus paulineae là một loài thực vật có hoa trong họ Diên vĩ. Loài này được Pasche & Kerndorff miêu tả khoa học đầu tiên năm 1999.